# Cima degli Armi
Die Cima degli Armi oder auch Cima dei Armi ist ein 2951 m s.l.m. hoher Berg im zentralen Bereich der Brentagruppe.

## Lage und Beschreibung
Die in der Sfulmini-Kette liegende Cima degli Armi ist im Süden von der Scharte Bocca degli Armi (2749 m) und im Norden von der Bocchetta Molveno (2729 m) eingegrenzt. Sie liegt zwischen dem südwestlich gelegenen Torre di Brenta  und der nördlich angrenzenden Cima Molveno (2917 m). An ihrer Südostseite zweigt ein Felsgrat mit der Cima degli Armi Bassa (2706 m) und den Campanili degli Armi (2660 m) ab, der das Kar Massodì in zwei Teile auftrennt. An der Ostseite der Cima degli Armi liegt das Kar Busa degli Armi, dem an der Westseite das Kar Busa degli Sfulmini gegenübersteht.
Karl Schulz beschreibt die Cima degli Armi als mächtigen Klotz, der über einen breiten Gipfel verfügt und sich wie eine Burg aufbaut. Schulz hatte den Berg selbst 1887 auf einer neuen Route bestiegen. Nach Gino Buscaini und Ettore Castiglioni zeigt sie sich von ihrer Westseite als „elegante“ Erhebung, wie ein rechteckiger Turm. Ihre Ostseite gestaltet sich dagegen als unförmig, mit steilen von Stufen unterbrochenen Wänden. Unregelmäßig zeigt sich die zum Sfulmini-Gletscher geneigte Westseite, die von einem großen Felsturm – dem Campanile Bolzano – gekennzeichnet ist.
Edward Theodore Compton und Alberto De Falkner benannten den Berg nach den Armi. Einer aus San Lorenzo in Banale stammenden Familie, deren Familienmitglieder auf der Jagd nach Gämsen und Bären als Erste die Brenta ausgiebig erkundschafteten.

## Alpinismus
Die Erstbesteigung gelang am 16. Juli 1884 dem Münchner Bergsteiger Friedrich Vogl mit seinem Bergführer Matteo Nicolussi aus Molveno. Sie stiegen vom Sfulmini-Gletscher über die Nordflanke zum Gipfel. Die gleiche Route wählten wenige Tage später Alberto de Falkner und sein damals 13-jähriger Sohn Orazio, die von der Tosahütte aus 5½ Stunden für den Aufstieg benötigten. 1904 wurde die Ostwand erstmals begangen. Alfred und Gaston von Radio-Radiis begingen im gleichen Jahr erstmals die Nordost- und Nordflanke. Die Südflanke wurde 1910 von den aus Bozen stammenden Alpinisten Ernst und Kurt Kiene begangen. Den beiden Brüdern gelang dabei auch die Erstbesteigung des nach ihrer Geburtsstadt benannten Campanile Bolzano.

## Stützpunkte und Routen
Der Normalweg über die Südwestflanke wurde erst über 40 Jahre nach der Erstbesteigung der Cima degli Armi erschlossen. Pino Prati, Gianni Videsott und Martino Vidotto eröffneten die Route im Schwierigkeitsgrad UIAA II- am 31. August 1925. Als Stützpunkt für die Besteigung der Cima degli Armi dient die nahegelegene Alimontahütte. Die Schwierigkeitsgrade der zahlreichen Routen reichen bis zum Schwierigkeitsgrad UIAA VI.